# Orthezia sclerotica
Orthezia sclerotica är en insektsart som beskrevs av Morrison 1952. Orthezia sclerotica ingår i släktet Orthezia och familjen vaxsköldlöss.
Artens utbredningsområde är Peru. Inga underarter finns listade i Catalogue of Life.